# Rasha Shehada
Rasha Shehada (em árabe: رشا شحادة) é uma diretora administrativa palestina que trabalha para a empresa de importação de sua família, a Diamond Line, nos Emirados Árabes Unidos.

## Carreira
Rasha Shehada nasceu na Palestina, como filha do meio de três irmãos. Ela se mudou para os Emirados Árabes Unidos com a família quando ainda era criança, morando inicialmente na capital Abu Dhabi, onde seu pai abriu uma empresa de importação chamada Diamond Line.
Rasha Shehada frequentou a Universidade Americana de Sharjah, graduando-se em 2007. Inicialmente ela trabalhou em marketing internacional após a formatura.
Rasha começou a trabalhar para a empresa de sua família e, em 2011, viajou para Ohio como parte de um programa de intercâmbio Oriente Médio-Estados Unidos para proprietários de pequenas empresas. Ela disse que viu semelhanças nas empresas familiares que viu enquanto estava nos Estados Unidos. Ela começou a trabalhar para a empresa no desenvolvimento de negócios e convenceu seu pai a começar a investir no treinamento dos funcionários existentes, em vez de contratar consultores.
Antes da aposentadoria de seu pai, ele dividiu a propriedade da empresa em partes iguais entre seus três filhos. O irmão e a irmã de Rasha a elegeram diretora administrativa da empresa em 2013. Sua primeira tarefa foi reorientar a empresa para seu negócio de importação de óleo de fricção, em vez de oferecer também suprimentos gerais para hotéis.

## Reconhecimentos
Ela foi listada pela Forbes como uma das mulheres mais influentes da região em uma empresa familiar, e foi incluída na lista das 100 Mulheres mais inspiradoras do mundo da BBC em 2015 como parte do grupo 30under30.